# کالینا (استان دوبریچ)
کالینا (به بلغاری: Kalina) یک منطقهٔ مسکونی در بلغارستان است که در استان دوبریچ واقع شده‌است.